# تأثير البيتزا

تأثير البيتزاهو مصطلح يستخدم خاصة في الدراسات الدينية وعلم الاجتماع لظاهرة عناصر الأمة أو ثقافة الشعب التي تم تحويلها أو على الأقل احتضنت بشكل كامل في مكان آخر، ثم تم إعادة استيرادها إلى الثقافة الأصلية، أو الطريقة التي يتأثر بها فهم المجتمع لذاته بمصادر أجنبية (أو قد تُفرض عليه أو يأخذ هو طوعا عنها).
تم تسميتها أُسوةً بفكرة أن طبقة البيتزا الحديثة ابتدعها المهاجرين الإيطاليين في الولايات المتحدة (وليس في إيطاليا الأصلية، حيث كان الأصل النظر لها باحتقار في شكلها الأبسط)، وتم تصديرها في وقت لاحق إلى إيطاليا ثانيةً ليتم تفسيرها على أنها من أشهي الأطعمة في المطبخ الإيطالي.
و هنالك ثمة عبارات ذات صلة بالموضوع تتضمن:
-  "hermeneutical feedback loop" حلقة ردود الفعل الهرمنوطيقية أو ذات الصلة بعلم تأويل النصوص
- "re-enculturation" التطبع بثقافة أجنبية
- "self-orientalization" عملية نقد للذات وإعادة هيكله للثقافة.
أما مصطلح «تأثير البيتزا» فقد صاغه الراهب الهندوسي (الذي ولد في النمسا) وأستاذ علم الإنسان في جامعة سيراكيوز Agehananda Bharati عام 1970.